# 杏 (歌手)
杏-ann-（あん、1988年8月18日 - ）は日本の歌手。静岡県浜松市出身。幼少期は音楽を聴いて育った。17歳のときにシンガーとしての道を歩み始める。

## 略歴

### 2010年
4月に「Original Color Feat. Hi-D」で配信デビュー。
- 2nd 配信シングル「ETERNITY」、
- 3rd 配信シングル「逢えないほど」、
- 4th 配信シングル「Asteres ～祈り～」

ノンタイアップにしてレコ直クラブチャートで3作品連続1位を獲得。
異例の新人としてBARKSニュース
やテレビ朝日「やじうまテレビ」で特集されるなどした。
同年12月に5thシングル「Snow Berry～雪の花～」をリリース。

### 2011年
1月に6thシングルとしてFayrayによる名曲「tears」のカバーを配信リリース。
2月に1stアルバム「Sweet Days」を全国リリース。
リードシングル「逢えないほど」はテレビ大阪「NIGHTCRUSING」、テレビ愛知「SHAKE!FREE TV」のエンディングテーマに起用された。
3ヶ月連続配信リリースプロジェクトや、FINEナイトツアーへの参加などアーティストとしての経験を積む。

### 2012年
DJ☆GOのプロデュースにより、新たな｢杏-ann-｣の才能が花を開く。

### ソロ活動以外
DJ YUTAKA とZEEBRA が指揮を取る「JP 2 HAITI」プロジェクトによるチャリティーソング「Give a little / KM-MARKIT, SPHERE & 杏-ann-」や、名古屋HIPHOP シーンの重鎮 DJ MOTO a.k.a.DON GRANDE のアルバム「052 BIG BOSS」に参加。

## 人物
趣味はサーフィン、映画鑑賞、日向ぼっこ。長所は負けず嫌いなところ。座右の銘は「臨機応変」。

## 作品

### シングル
- 1st Single 「ORIGINAL COLOR feat.HI-D」
- 2nd Single 「ETERNITY」
- 3rd Single 「逢えないほど...」
- 4th Single 「Asteres ～祈り～」
- 5th Single 「Snow Berry ～雪の花～」
- 6th Single 「tears」
- 7thシングル「no name」-2011年6月7日[6]
- 8thデジタルシングル「Colorful」-2011年7月13日
- 9thデジタルシングル「HIBISCUS feat. “E”qual」-2011年8月4日

### アルバム
ファーストアルバム「Sweet Days」-2011年2月23日発売
- 1. 逢えないほど[7]
- 2. ETERNITY
- 3. tears
- 4. Give A Little… feat. KM-MARKIT & SPHERE
- 5. ORIGINAL COLOR feat. HI-D (Remix)[8]
- 6. Go With The Flow
- 7. フラジャイル
- 8. Snow Berry～雪の花～
- 9. Dearest feat. M.O.J.I. & TWOMA
- 10. Asteres～祈り～
- 11. Sugar
- 12. memory Part2 feat. Mr.OZ & DJ MOTO a.k.a. DON GRANDE

### コラボ楽曲
2012-07-25
SUGAR BOY feat. GAYA-K (Prod.by DJ☆GO)

### 番組テーマ曲
「逢えないほど」が番組エンディングテーマに起用。
- テレビ大阪NIGHT CRUSING3月度エンディングテーマ
- テレビ愛知SHAKE!FREE TV3月度エンディングテーマ

### 楽曲が収録されている作品
- J-POP COVER 伝説 恋うた?泣きうたBEST Mixed by DJ☆YOU
- loveTunes Mixed by DJ☆YOU

## 出演

### 公演
2011年
- 2月11日(金)『Last Don』DJ MOTO"052 BIG BOSS"RELEASE PARTY FINAL　会場 : OZON & SPIRAL
- 2月26日(土)杏-ann- 1st ALBUM RELEASE PARTY × EDGE STYLE NIGHT　会場 : 麻布十番 DIX
- 4月16日(土)TSUTAYA RECORDSプレゼンツ「杏-ann-」Sweet Days プレミアムライブ　会場 : 名古屋Spiral
- 7月23日(土)SO HIGH　会場 : CLUB ROOTS
- 7月30日(土)2011東京都知事杯 SEVEN CROSS TOKYO AFTER PARTY　会場 : 新島WAX
- 8月25日(木)LADY'Z TRAP ～Diva's set～　会場 : DIX AZABU
- 8月26日(金)SOLID&HONEY　会場 : ＢＡＹＳＩＤＥ　ＴＯＭＣＡＴＳ
- 9月3日(土)Fine Night in 福井　会場 : CLUB CHURCH
- 9月4日(日)LUCIFERS Music Revolution Vol.1　会場 : センチュリオン

### ラジオ
- 2/19（土） FM PORT【新潟】げんこつRADIO SHOW!出演